# Fraccionamiento Pedroza
Fraccionamiento Pedroza är en ort i Mexiko.   Den ligger i kommunen San Francisco del Rincón och delstaten Guanajuato, i den centrala delen av landet, 300 km nordväst om huvudstaden Mexico City. Fraccionamiento Pedroza ligger 1 764 meter över havet och antalet invånare är 133.
Terrängen runt Fraccionamiento Pedroza är huvudsakligen platt, men åt nordost är den kuperad. Runt Fraccionamiento Pedroza är det mycket tätbefolkat, med 1 135 invånare per kvadratkilometer. Närmaste större samhälle är León de los Aldama, 16,4 km nordost om Fraccionamiento Pedroza. Trakten runt Fraccionamiento Pedroza består till största delen av jordbruksmark.